# Todd Clever
Todd Clever (ur. 16 stycznia 1983 w Palm Springs) – amerykański rugbysta, kapitan reprezentacji USA. Obecnie występuje w japońskim klubie Suntory Sungoliath na pozycji rwacza, natomiast w reprezentacji siódemek gra na pozycji filara.

## Kariera klubowa
Clever rozpoczął uprawianie rugby w szkole (Santa Teresa High School), skąd w 2000 roku został powołany do kadry do lat 19. W college’u grał dla Uniwersytet Nevady w Reno i trzykrotnie został wówczas wybrany do ogólnoamerykańskiej drużyny w tej kategorii. Następnie występował w kalifornijskiej drużynie OMBAC. W 2006 roku przeniósł się do Nowej Zelandii, gdzie grał dla North Harbour Rugby Union. W latach 2009–2010 występował w południowoafrykańskiej drużynie regionalnej Golden Lions, a także w występującej w lidze Super 14 ekipie Lions. 28 marca 2009 roku został pierwszym Amerykaninem, który zdobył przyłożenie w tych elitarnych rozgrywkach. Od 2010 roku reprezentuje japońską drużynę Suntory.

## Kariera reprezentacyjna
Clever zadebiutował w reprezentacji w wieku 20 lat, w meczu przeciw Argentynie rozegranym w sierpniu 2003 roku. Został włączony do kadry na Puchar Świata w 2003 roku, a także na kolejny, w roku 2007. podczas drugiego z nich, w meczu ze Springboks popisał się przechwytem, po którym Takudzwa Ngwenya zdobył dla USA przyłożenie roku 2007. Niedługo potem Clever został „twarzą” reprezentacji USA. Został kapitanem Eagles, a także wziął udział w licznych spotach reklamujących i podkreślających współpracę amerykańskiej federacji rugby oraz marki Canterbury of New Zealand. Oprócz innych wyróżnień, Clever został wybrany Amerykańskim Rugbystą roku 2008 według World Rugby Shop. Clever opuścił dwa spotkania kadry, gdy razem ze swoją drużyną klubową Lions mierzył się z Brytyjskimi Lwami.
Jednym z powodów, dla których Clever zdecydował się przenieść do Japonii, było to, że jak sam mówił, chciał grać i promować rugby w Stanach Zjednoczonych, a taki ruch umożliwiał mu realizację tych założeń.
Clever ponownie dołączył do kadry podczas Churchill’s Cup, w którym Eagles pokonali w meczu o trzecie miejsce Gruzję. Clever poprowadził w 2009 roku kadrę do sukcesu, jakim było pokonanie Urugwaju (dwa przyłożenia), co było ostatnim punktem, który doprowadził reprezentację USA do awansu do Puchary Świata w 2011 roku.
Pod koniec 2009 Clever powrócił do reprezentacji siódemek, zdobywając „przyłożenie dnia” i niewątpliwie jedno z przyłożeń turnieju South Africa Sevens 2009. W ostatnim meczu Amerykanów, przeciwko reprezentacji Szkocji, Clever przeskoczył ponad kontuzjowanym zawodnikiem oraz fizjoterapeutą, po czym wylądował w strefie przyłożeń.